# Vital Information
Vital Information ist eine amerikanische Jazz-Fusion-Band. Die Musikrichtung der Band ist heute mit einer Kombination aus Funk und Jazz zu beschreiben. Steve Smith und Baron Browne setzen unter das zumeist von der elektrischen Gitarre illustrierte melodische Geschehen einen vitalen, swingenden Rhythmus, der die Songs dynamisch transportiert. Tom Coster bringt die Jazz-Harmonien ein, er verbindet Rockklänge mit Jazzharmonien. Gitarrist Frank Gambale entwarf die melodischen Muster oder gab den anderen Instrumenten in deren Soloparts Grundlagen.

## Geschichte
Steve Smith, Mike Stern, Tim Landers und David Wilczewski, die Gründungsmitglieder der Band, lernten sich beim Studium in Boston (USA) kennen. Ab 1982 firmierte die Gruppe unter dem Namen Vital Information.
Zur Zeit der Aufnahme des ersten Vital-Information-Albums für Columbia Records war Steve Smith Drummer der Multi-Platin-Band Journey. Als Ausgleich zum Pop-Rock dieser Gruppe strebte Smith mit Vital Information zunächst einen offenen Jazzrocksound an. Einen ersten Schwenk markierte das dritte Album Global Beat. Man holte sich zusätzliche afrikanische Musiker sowie Reggae und afrobasierte Rhythmen in die Bandperformance.
1987 besetzte Smith die Gruppe mit Tom Coster, vormals Keyboarder von Santana, Torsten de Winkel, später in der Pat Metheny Group, und Kai Eckhardt, später bei John McLaughlin, neu und spielte mit Fia Fiaga das vierte und letzte Album für Columbia ein. Durch den Einfluss der zwei deutschen Musiker, mit denen Smith 1986 zunächst in de Winkels Mastertouch Band getourt hatte, arbeitete die Band seit dieser Zeit auch mit Computern. Der Einstieg bei Intuition Records, einem deutschen Label, ließ sie davon relativ wieder abrücken. Auf VitaLive war der Bass mit Larry Grenadier erstmals akustisch besetzt. 1997 brachte das Album Where We Come from einen radikalen Richtungswechsel. Alle Clicktracks wurden rausgeworfen und wieder rootslastig Jazz und Rhythm and Blues gespielt. Come on in und alle folgenden Alben sind gekennzeichnet von indischen Rhythmen, die Smith in den Sound einbrachte. Ähnlich wie beim Scatten benutzt der Perkussionist beim indischen Konnakol die Stimme zum Rhythmisieren.

## Diskografie
- 1983: Vital Information
- 1984: Orion
- 1986: Global Beat
- 1988: Fiafiaga
- 1991: Vitalive!
- 1992: Easier Done Than Said
- 1996: Ray Of Hope
- 1998: Where We Come From
- 2000: Live Around The World; Where We Come From (Tour 1998–1999)
- 2001: Show 'Em Where You Live
- 2004: Come On In
- 2007: Vitalization
- 2012: Live: One Great Night
- 2015: Viewpoint
- 2017: Heart of the City
- 2022: Time Flies
- 2025: New Perspective